# Cyclodictyon bidentatum
Cyclodictyon bidentatum är en bladmossart som beskrevs av Fernand Mathieu Hubert Demaret 1952. Cyclodictyon bidentatum ingår i släktet Cyclodictyon och familjen Hookeriaceae. Inga underarter finns listade i Catalogue of Life.